# عندما يقع الإنسان في مستنقع أفكاره فينتهي به الأمر إلى المهزلة
عندما يقع الإنسان في مستنقع أفكاره فينتهي به الأمر إلى المهزلة فيلم مصري كوميدي تم عرضه في 5 ابريل عام 2017، من إخراج شادي علي، وبطولة كل من أحمد فتحي وبيومي فؤاد وسامي مغاوري ومحمد ثروت ومحمد سلام وهايا إبراهيم، ويُعد اسم هذا الفيلم أطول الأسماء في تاريخ أفلام السينما المصرية على الإطلاق، حيث انه يتكون من 11 كلمة.

## قصة الفيلم
يتوجه كل من هاني خبير التجميل وبيبو الجهادي المنضم حديثًا لجماعة إسلامية متطرفة وسمير تاجر المخدرات في رحلة إلى لبنان، وتتلاقي طرائق ثلاثتهم معًا، وبدون قصد ينتهي بهم الحال جميعًا في قبضة الجماعة المتطرفة التي انضم إليها بيبو، ويحاول ثلاثتهم إيجاد طريقة للافلات من قبضة زعيمها أبو عماد.

## تسمية الفيلم
تعد تسمية الفيلم مسألة مثيرة للجدل والسخرية في بعض الأحيان من جانب الجمهور أو النقاد السينمائيين، حيث أن الفيلم مكون من 11 كلمة، وبهذا يعد أطول أسم لفيلم مصري في تاريخ السينما المصرية على الإطلاق وكذلك في العالم العربي.وكان الفيلم صاحب اللقب السابق لأطول اسم لعمل سينمائي عربي، مصري أيضاً، هو «تجيبها كده تجيلها كده..هي كده» من بطولة فاروق الفيشاوي وسمير غانم ومديحة كامل وإبراهيم سعفان، إنتاج عام 1983، وتمت صياغة فكرته وكتابة مشاهده الأساسية في ليلة واحدة، في سهرة جمعت أبطال العمل، وتم اختيار الاسم من جملة يقولها الفنان «سمير غانم» داخل الفيلم.
ومن الجدير بالذكر أن الفيم صاحب الرقم القياسي عالميا كأطول اسم لفيلم هو الفيلم الأمريكي (Night of the Day of the Dawn of the Son of the Bride of the Return of the Revenge of the Terror of the Attack of the Evil, Mutant, Hellbound, Flesh-Eating Subhumanoid Zombified Living Dead, Part 3) والذي يعني بالعربية «ليلة يوم فجر ابن العروس صاحبة الانتقام الإرهابي النائج من هجمة الشيطان المتحول القاسي آكل اللحم غير الإنساني الزومبي الحي - الجزء الثالث»، وقد تم إطلاقه عام 2005.

## طاقم العمل
- التمثيل حسب الدور:
  - أحمد فتحي (بيبو)
  - بيومي فؤاد (علي الطيب)
  - سامي مغاوري (أدهم صبري)
  - محمد ثروت (سمير)
  - محمد سلام (هاني)
  - هايا إبراهيم (سالي)
  - محسن منصور (أبو عماد)
  - نادية العراقية
- إخراج:
  - شادي علي (مخرج)
  - مريهان المالكي (مساعد مخرج)
  - إسلام عبد المعطي (مساعد مخرج)
- تصوير:إسلام عبد السميع
- مونتاج: سلافة نور الدين
- سيناريو:
  - أحمد كامل
  - أحمد سعد
  - عمرو سكر